# Mirla Castellanos
Mirla Castellanos (Valencia, Venezuela, 31 de Março de 1941) é uma cantora venezuelana conhecida na Venezuela, América e Europa como La Primerísima. Na Venezuela, Castellanos é uma das figuras artísticas mais emblemáticas e pioneras na internacionalização musical de Venezuela desde 1961, tendo mais de 13 milhões de cópias de discos vendidos.

## Discografia
| Ano  | Título                                           | Editora discográfica               |
| 1961 | Cante con Mirla                                  | Discos Hit Parade (Venezuela)      |
| 1962 | Así es Mirla                                     | Velvet (Venezuela)                 |
| 1964 | Dominique                                        | Velvet (Venezuela)                 |
| 1968 | Mirla Castellanos en Italia (Canta em italiano)  | Velvet (Venezuela)                 |
| 1968 | Mirla Castellanos en Italia (Versão em espanhol) | Velvet (Venezuela)                 |
| 1970 | La ventana iluminada                             | Velvet (Venezuela)                 |
| 1977 | Mirla 78                                         | Corporación Los Ruices (Venezuela) |
| 1978 | Mirla 79                                         | Corporación Los Ruices (Venezuela) |
| 1980 | Mirla en vivo                                    | La Discoteca-Top Hits (Venezuela)  |
| 1981 | Mirla Castellanos                                | Hispavox (Espanha)                 |
| 1982 | Hagan juego                                      | Hispavox (Espanha)                 |
| 1983 | Vuelve pronto                                    | Hispavox (Espanha)                 |
| 1984 | 16 Grandes Éxitos                                | Hispavox (Espanha)                 |
| 1985 | Así es la vida                                   | Hispavox (Espanha)                 |
| 1988 | Amo este amor                                    | Rodven Discos (Venezuela)          |